# Comandament Central (Israel)
El Comandament Central d'Israel (en hebreu: פיקוד המרכז, Pikud Merkaz) sovint abreujat com Pakmaz (פקמ"ז), és un comandament regional de les Forces de Defensa d'Israel. Estan sota el seu comandament les unitats i brigades situades a Cisjordània, Jerusalem, la Plana de Xaron, Gush Dan, i Shephelah. El comandant (Aluf) del Comandament Central és l'únic que està autoritzat per declarar noves ciutats a Judea i Samaria El seu comandant actual és Nitzan Alon.

## Història
Durant la Guerra araboisraeliana de 1948, el Comandament Central va estar a càrrec dels esforços de guerra contra el regne de Jordània, sobretot en el camí cap a Jerusalem, ocupant la zona a l'est de la plana de Xaron), Lod, i Ramla. Durant la Guerra dels Sis Dies, el Comandament va dur a terme l'ocupació militar de Cisjordània. A partir de la Primera Intifada, el Comandament es dedica principalment a les activitats de seguretat i lluita contra el terrorisme, així com a tasques militars, a Cisjordània.

## Unitats
- Caserna General del Cos Central

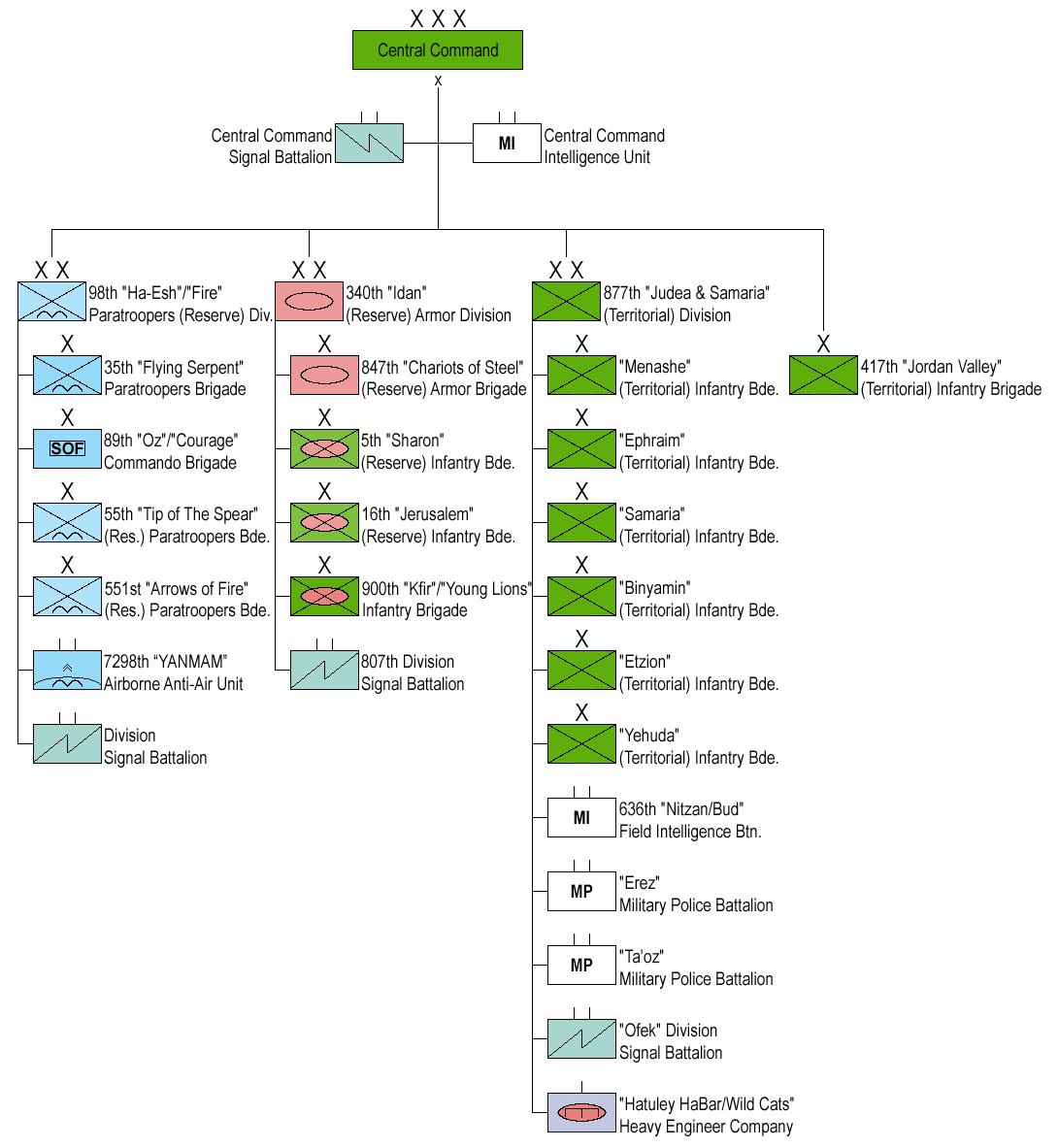
Estructura del Comandament Central (en anglès)

- 162.ª Divisió Cuirassada "Ha-Plada"/"L'Acer" (Regular) 
  - 401° Brigada Cuirassada "I'kvot Ha-Barzel"/"Ferro"
  - 933° Brigada d'Infanteria "Nahal"
  - 900° Brigada d'Infanteria "Kfir"/"Jove León" (Els batallons estan operativament units a les brigades regionals de la Divisió de Cisjordània)
- 98° Divisió de Paracaigudistes "Ha-Esh"/"El Foc" (Reserva)
  - 35° Brigada de Paracaigudistes "Serp Voladora" (Regular)
  - 551° Brigada de Paracaigudistes "Hetzei Ha-Esh"/"Fletxes de Foc" (Reserva)
  - 623° Brigada de Paracaigudistes "Hod Ha-Hanit"/"Cap de la Llança" (Reserva)
- Divisió de Cisjordània (Unitat Territorial)
- Dues Divisions Cuirassades de Reserva, inclou la 340° Divisió Cuirassada "Idan"
- 5004° Unitat de Suport Logístic "Comandament Central"
- Batalló de Comunicacions del Comandament Central
- Batalló d'Enginyers & Construcció
- Batalló d'Intel·ligència de Camp "Nitzan"/"Brot"
- Batalló de Policia Militar "Erez"
- Batalló de Policia Militar "Ta’oz"